# Воскресенский сельсовет (Башкортостан)
Воскресенский сельсовет — муниципальное образование в Мелеузовском районе Башкортостана.
Административный центр — село Воскресенское.

## История
Согласно Закону о границах, статусе и административных центрах муниципальных образований в Республике Башкортостан имеет статус сельского поселения.

## Население
| 2002  | 2009  | 2010  | 2012  | 2013  | 2014  | 2015  |
| ----- | ----- | ----- | ----- | ----- | ----- | ----- |
| 2036  | ↘1900 | ↘1850 | ↘1771 | ↘1708 | ↘1630 | ↘1582 |
| 2016  | 2017  | 2018  |       |       |       |       |
| ↗1586 | ↘1583 | ↘1568 |       |       |       |       |

## Состав сельского поселения
| № | Населённый пункт | Тип населённого пункта       | Население |
| - | ---------------- | ---------------------------- | --------- |
| 1 | Воскресенское    | село, административный центр | ↘1817     |
| 2 | Кочкарь          | хутор                        | ↘32       |
| 3 | Красный Яр       | хутор                        | →1        |

В 1968 году упразднен хутор Куязя (Указ Президиума ВС БАССР от 31.10.1968 № 6-2/180 «Об исключении некоторых населенных пунктов из учётных данных по административно-территориальному делению БАССР»)
В 1979 году из учётных данных были исключены хутора Благовещенский и Весёлый.

## Известные уроженцы
- Девликамов, Владимир Владимирович (28 июля 1923 — 8 марта 1987) — советский учёный, специалист в области разработки и эксплуатации нефтяных месторождений, педагог, доктор технических наук, профессор, Заслуженный деятель науки и техники РСФСР (1983)[14].
- Кузнецова, Валентина Георгиевна (род. 8 февраля 1949) — художник декоративно-прикладного искусства, член Союза художников РСФСР (1983), Заслуженный художник РБ (1998), член-корреспондент Российской Академии Художеств (2012)[15].
- Немчинов, Александр Михайлович (15 ноября 1919 — 3 октября 1985) — командир орудия 63-го отдельного истребительно-противотанкового дивизиона (106-я стрелковая дивизия, 65-я армия, Центральный фронт), майор, Герой Советского Союза[16].